# Databricks
Databricks, Inc. és una empresa nord-americana de programari empresarial fundada pels creadors d'Apache Spark. Databricks desenvolupa una plataforma basada en web per treballar amb Spark, que proporciona una gestió automatitzada de clústers i quaderns d'estil IPython. La companyia desenvolupa Delta Lake, un projecte de codi obert per aportar fiabilitat als llacs de dades per a l'aprenentatge automàtic i altres casos d'ús de la ciència de dades.

## Història
Databricks va sorgir del projecte AMPLab de la Universitat de Califòrnia, Berkeley, que va participar en la creació d'Apache Spark, un marc informàtic distribuït de codi obert construït sobre Scala. L'empresa va ser fundada per Ali Ghodsi, Andy Konwinski, Arsalan Tavakoli-Shiraji, Ion Stoica, Matei Zaharia, Patrick Wendell i Reynold Xin.
El novembre de 2017, la companyia es va anunciar com a servei de primera part a Microsoft Azure mitjançant la integració d'Azure Databricks.
El juny de 2020, Databricks va adquirir Redash, una eina de codi obert dissenyada per ajudar els científics i analistes de dades a visualitzar i crear taulers interactius de les seves dades. El febrer de 2021 juntament amb Google Cloud, Databricks va oferir la integració amb Google Kubernetes Engine i la plataforma BigQuery de Google. Fortune va classificar Databricks com un dels millors grans "Workplaces for Millennials" el 2021. En aquell moment, la companyia va dir que més de 5.000 organitzacions utilitzaven els seus productes.
L'agost de 2021, Databricks va acabar la seva vuitena ronda de finançament recaptant 1.600 milions de dòlars i valorant la companyia en 38.000 milions de dòlars.
L'octubre de 2021, Databricks va fer la seva segona adquisició de l'empresa alemanya sense codi 8080 Labs. 8080 Labs fa bamboolib, una eina d'exploració de dades que no requereix codificació per utilitzar-la.
En resposta a la popularitat del ChatGPT d'OpenAI, el març de 2023, la companyia va introduir un model de llenguatge de codi obert, anomenat Dolly en honor a Dolly, l'ovella, que els desenvolupadors podien utilitzar per crear els seus propis chatbots. El seu model utilitza menys paràmetres per produir resultats similars als de ChatGPT, però Databricks no havia publicat proves de referència formals per demostrar si el seu bot en realitat coincidia amb el rendiment de ChatGPT.
Databricks va adquirir la startup de seguretat de dades Okera el maig de 2023 per ampliar les seves capacitats de govern de dades. El mes següent, va adquirir una startup d'IA generativa de codi obert MosaicML per 1,4 mil milions dedòlars.